# 中国兽医科学
《中国兽医科学》创刊于1971年，是中国大陆农业科技类月刊，编辑部位于甘肃省兰州市。此刊物由中国农业科学院兰州兽医研究所主办。
《中国兽医科学》在2018年被中华人民共和国国家新闻出版广电总局新闻报刊司评为2017年全国“百强报刊”。